# Bernardino Guinigi
Bernardino Guinigi (Camaiore, 26 novembre 1663 – Lucca, 13 gennaio 1729) è stato un arcivescovo cattolico e diplomatico italiano, a servizio della Santa Sede.

## Biografia
Nel giugno del 1702 ricevette l'incarico di internunzio apostolico a Colonia, per circa un anno, mentre l'11 ottobre 1703 fu nominato internunzio apostolico nel Ducato di Savoia. 
Fu ordinato diacono il 23 novembre 1710 e dopo quattro giorni sacerdote.

### Ministero episcopale
Il 1º giugno 1711 fu nominato vescovo di Rieti da papa Clemente XI.
Il 7 giugno 1711 ricevette la consacrazione episcopale dalle mani del cardinale Fabrizio Paolucci, co-consacranti l'arcivescovo titolare di Nicea Ferdinando Nuzzi, divenuto in seguito cardinale, e l'arcivescovo titolare di Teodosia Domenico Zauli.    
Durante il suo episcopato indisse nel 1716 un sinodo diocesano, accolse nella chiesa di San Giovanni in Statua i padri Scolopi, che erano presenti in città sin dal 1698, mentre il 1º maggio 1717 consacrò la Chiesa di Santa Scolastica.
Il 20 dicembre 1723 venne nominato da papa Innocenzo XIII vescovo di Lucca.
L'11 settembre 1726 la diocesi fu elevata al rango di arcidiocesi, non metropolitana, con la bolla Inscrutabili divinae di papa Benedetto XIII e pertanto fu nominato primo arcivescovo.
Durante il suo episcopato commissionò dei lavori di restauro ed ampliamento della  Villa del Vescovo all'interno della Villa Reale di Marlia.
Morì a Lucca il 13 gennaio 1729.

## Genealogia episcopale
La genealogia episcopale è:
- Cardinale Scipione Rebiba
- Cardinale Giulio Antonio Santori
- Cardinale Girolamo Bernerio, O.P.
- Arcivescovo Galeazzo Sanvitale
- Cardinale Ludovico Ludovisi
- Cardinale Luigi Caetani
- Cardinale Ulderico Carpegna
- Cardinale Paluzzo Paluzzi Altieri degli Albertoni
- Cardinale Gaspare Carpegna
- Cardinale Fabrizio Paolucci
- Arcivescovo Bernardino Guinigi